# Adnan Mansour

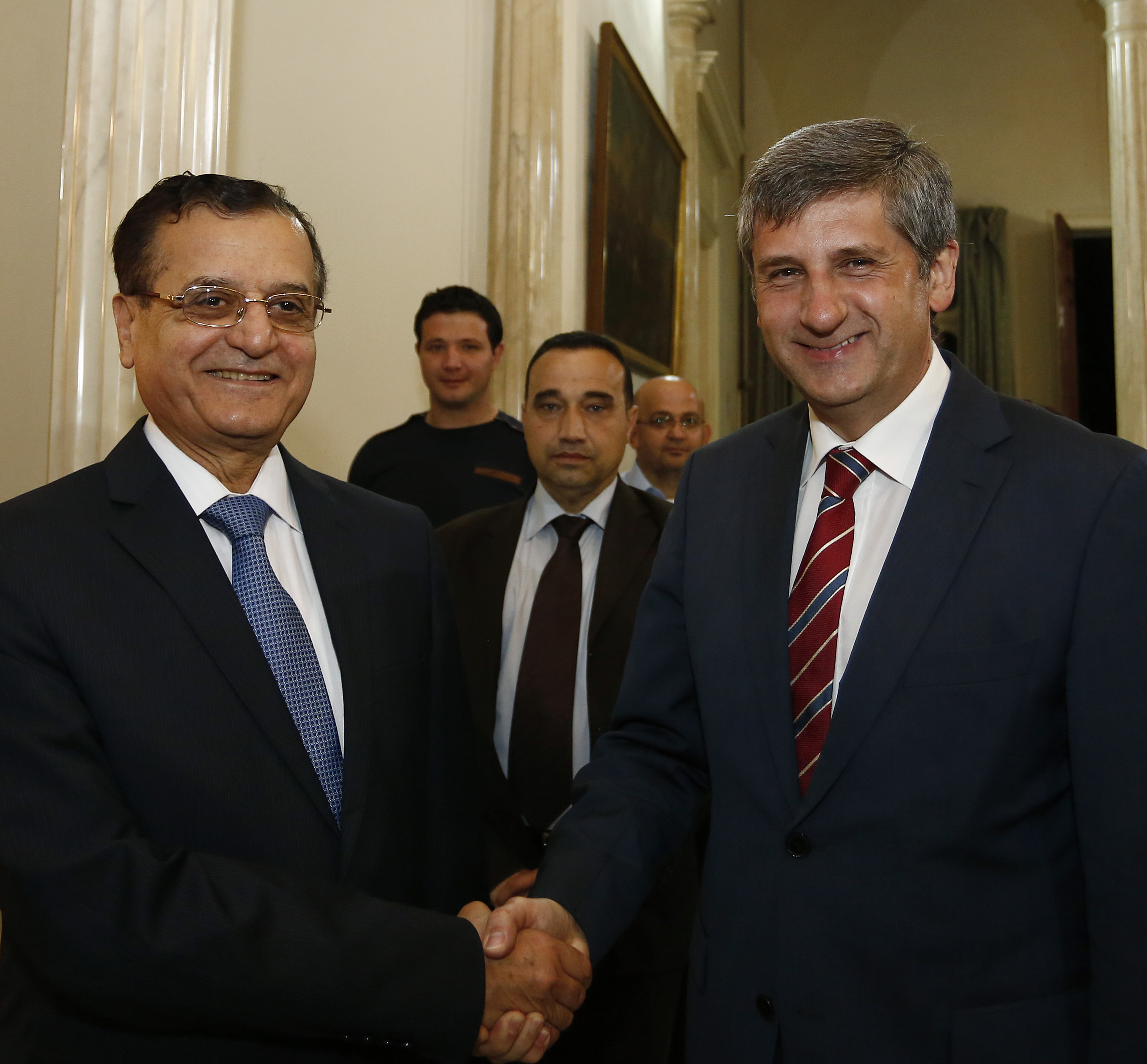
Mansour (links) mit dem österreichischen Vizekanzler Michael Spindelegger

Adnan Mansour (auch Adnan Mansur; arabisch عدنان منصور; * 1946 in Burj El Barajneh) ist ein libanesischer Diplomat und ehemaliger Außenminister.

## Leben
Mansour machte einen Abschluss in Politikwissenschaften an der Libanesisch-Amerikanischen Universität (LAU) in Beirut. Er war u. a. als Botschafter in der Demokratischen Republik Kongo (1990 bis 1994), im Iran (1999 bis 2007) und  in Belgien (2007 bis 2010). Vom 13. Juni 2011 bis Februar 2014 war er Minister für Angelegenheiten des Äußeren und der Auswanderer des Libanon.
Mansour ist Schiit.